# Experian
Experian plc es una empresa multinacional de informes de crédito al consumo. Experian recopila y agrega información sobre más de mil millones de personas y empresas. Con sede en Dublín (Irlanda), la empresa opera en 37 países con sede en el Reino Unido, Estados Unidos y Brasil. La empresa emplea aproximadamente a 17000 personas, cotiza en la Bolsa de Londres y forma parte del FTSE 100 Index.
Además de sus servicios de crédito, Experian también vende asistencia de análisis de decisiones y marketing a empresas. Sus servicios al consumidor incluyen el acceso en línea al historial crediticio y a productos destinados a la protección contra el fraude y el robo de identidad.